# 天庆 (辽朝)
天庆（1111年—1120年）是辽朝君主辽天祚帝耶律延禧的第二個年號，共計10年。
高丽自1116年起停用辽年号。

## 改元
- 乾統十年（1110年）——十二月十五日，明年改元天慶。[3]
- 天慶十一年（1121年）——正月一日，改元保大。[4]

## 纪年對照表
| 天庆 | 元年   | 二年   | 三年   | 四年   | 五年   | 六年   | 七年   | 八年   | 九年   | 十年   |
| ---- | ------ | ------ | ------ | ------ | ------ | ------ | ------ | ------ | ------ | ------ |
| 公元 | 1111年 | 1112年 | 1113年 | 1114年 | 1115年 | 1116年 | 1117年 | 1118年 | 1119年 | 1120年 |
| 干支 | 辛卯   | 壬辰   | 癸巳   | 甲午   | 乙未   | 丙申   | 丁酉   | 戊戌   | 己亥   | 庚子   |

## 同期存在的其他政权年号
- 中國
  - 政和（1111年－1118年）：北宋—宋徽宗趙佶之年號
  - 重和（1118年－1119年）：北宋—宋徽宗趙佶之年號
  - 宣和（1119年－1125年）：北宋—宋徽宗趙佶之年號
  - 隆基（1116年）：遼時期—渤海高永昌之年號
  - 收國（1115年－1116年）：金—金太祖完顏阿骨打之年號
  - 天輔（1117年－1123年）：金—金太祖完顏阿骨打之年號
  - 貞觀（1101年－1113年）：西夏—夏崇宗李乾順之年號
  - 雍寧（1114年－1118年）：西夏—夏崇宗李乾順之年號
  - 元德（1119年－1127年）：西夏—夏崇宗李乾順之年號
  - 文治（1110年－1121年）：大理—段正嚴之年號
- 越南
  - 會祥大慶（1110年－1119年）：李朝—李乾德之年號
  - 天符睿武（1120年－1126年）：李朝—李乾德之年號
- 日本
  - 天永（1110年－1113年）：鳥羽天皇之年号
  - 永久（1113年－1118年）：鳥羽天皇之年号
  - 元永（1118年－1120年）：鳥羽天皇之年号
  - 保安（1120年－1124年）：鳥羽天皇與崇德天皇之年号

## 深入閱讀
- 李崇智. . 北京: 中華書局. 2004年12月. ISBN 7101025129.
- 鄧洪波. . 臺北: 國立臺灣大學東亞經典與文化研究計劃. 2005年3月  [2021-11-27]. ISBN 9789860005189. （原始内容 (pdf)存档于2007-08-25）.
- 徐红岚. . 瀋陽: 辽宁教育出版社. 1998年5月. ISBN 7538246193.

| 前一年號： 乾统 | 辽朝年号 | 下一年號： 保大 |